# Миовени
Миовени (рум. Mioveni) град је у у средишњем делу Румуније, у историјској покрајини Влашка. Миовени је трећи по важности град у округу Арђеш.
Миовени према последњем попису из 2002. године има 35.801 становника.

## Географија
Град Миовени налази се у средишњем делу покрајине Влашке. Од седишта државе, Букурешта, Миовени је удаљен око 130 km северозападно. Град лежи на реци Арђеш, подно Карпата, на месту где река из планинског дела излази у Влашку низију.

## Историја
Миовени је био мало насеље све до 70их година 20. века, када је услед наглог развоја индустрије на овом подручју дошло до урбанизације и наглог демографског раста некадашњег села.

## Становништво
Румуни чине већину становништва Миовенија, а од мањина присутни су само Роми.
| 2011.  |
| ------ |
| 31.998 |